# Magda Genuin

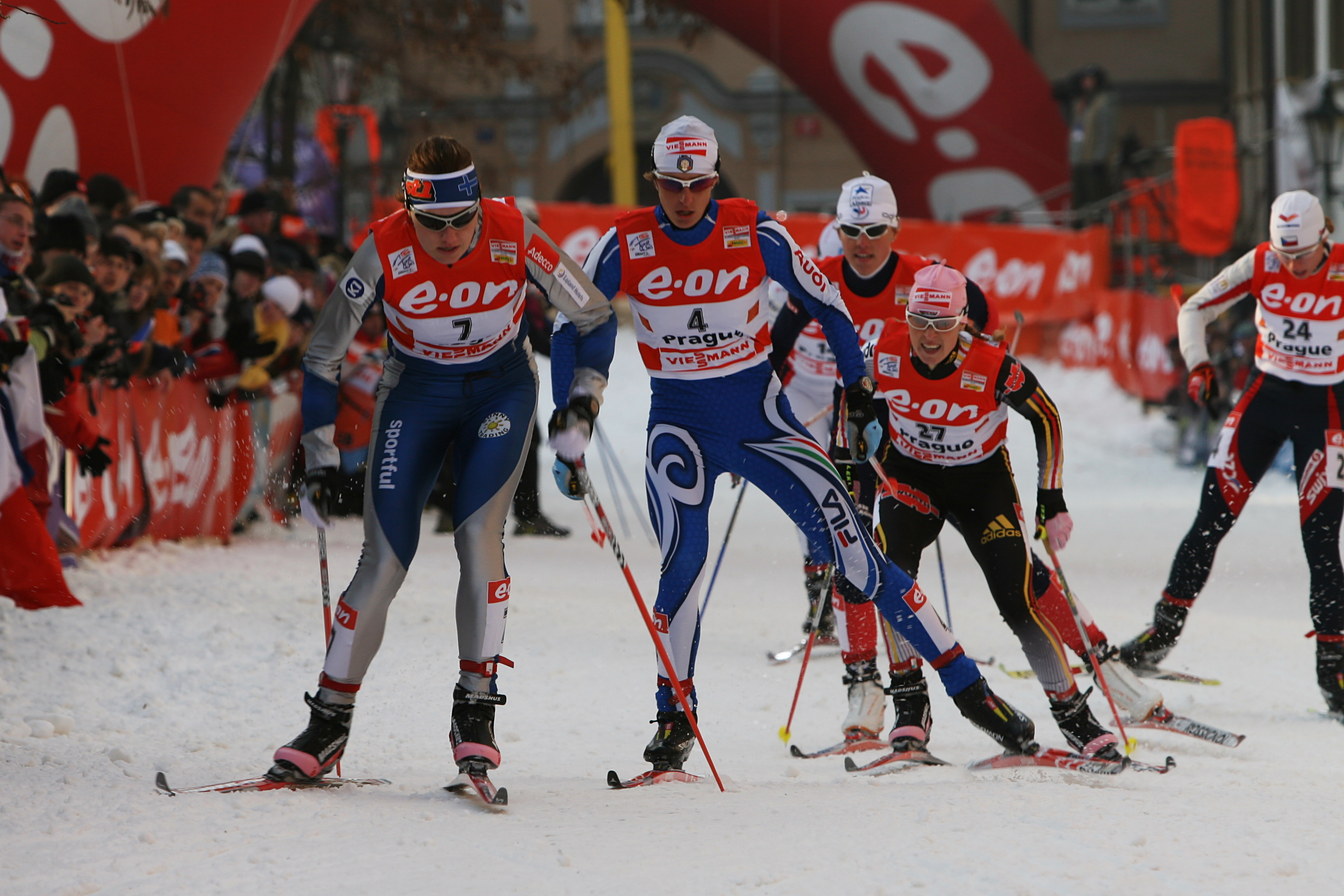
Magda Genuin (4), Tour de Ski, Prag 2007

Magda Genuin, född den 17 juni 1979, är en italiensk längdåkare som tävlat i världscupen sedan 2000 och regelbundet sedan säsongen 2001/2002. 
Genuin har huvudsakligen lyckats i sprint eller som en del av det italienska stafettlaget. Den bästa placeringen i världscupen är en tredje plats från 2002 som en del av det italienska stafettlaget. 
Genuin deltog både i OS 2002 och OS 2006 och hennes bästa placering är en 19:e plats från sprinttävlingen i Turin 2006. 